# Plácida Espinoza
Plácida Espinoza Mamani (Chachacomani, Bolívia, 5 d'octubre de 1948) és una educadora, política i sindicalista boliviana d'ètnia aimará. Va ser senadora de Bolívia pel Departament d'Oruro del 2015 al 2020 com a membre del partit Movimiento al Socialismo. Va destacar per ser una de les parlamentàries de major edat en una legislatura històricament jove en ser una dels poques legisladores que van nàixer abans de la Revolució del 52.
Va nàixer en una comunitat indígena rural en el centre de la província de Carangas, Departament d'Oruro. Va iniciar la seua carrera professional en l'educació, exercint com a mestra i després directora d'una escola. En aquesta època Espinoza va començar a participar en els sindicats de la seua regió i sent membre dels sindicats de treballadors en general abans d'unir-se a la Confederació Nacional de Dones Camperoles Indígenes Originàries de Bolivia - Bartolina Cisa.
Espinoza va començar a ocupar posicions d'autoritat tradicional en un temps en què aquests llocs van començar a recuperar la seua importància dins la societat nativa. A través del seu matrimoni amb un líder indígena local, va assumir títols d'estatus local i regional, ja siga en un aillu, un marka o un suyu. Això, a més de la seua participació en el moviment sindical, li va obrir les portes a la política, donada l'aliança orgànica formada entre les organitzacions sindicals, camperoles i indígenes amb el Moviment al Socialisme. En 2014, Espinoza va ser electa com a senadora per aquest partit.

## Inicis i carrera

### Inicis i educació
Plácida Espinoza va nàixer el 5 d'octubre de 1948 en Chachacomani, un xicotet poble situat al nord de l'altiplà del centre d'Oruro. El poble, segons la cultura tradicional aymará, està situat en el aillu Mallcunaca, part del marka Corque, en el suyu de Jach'a Karangas, una regió que coincideix aproximadament amb els límits de la província de Carangas en Oruro.
Encara que es va criar en la pobresa rural en una època en la qual s'existia una exclusió social de les dones, Espinoza va aconseguir obtindre una educació on va poder progressar acadèmicament. Va completar l'educació primària en la Unitat Educativa Aniceto Arce i va iniciar l'educació secundària en la Unitat Educativa José Trifiro de la localitat de Corque abans de mudar-se a Oruro, on va continuar els seus estudis secundaris en la Unitat Educativa Marcos Beltrán Ávila i posteriorment en el Liceu Antofagasta. Més endavant, Espinoza es va mudar a Sucre on es va graduar com a docent a l'Escola Nacional de Mestres Mariscal Sucre. A més, va obtindre un postgrau en educació de l'Institut Superior d'Educació Rural en Tarija i va fer cursos d'especialització en cobertura de mitjans de comunicació en la Universitat Catòlica del Tiwanaku a La Paz.
En tornar a Corque, Espinoza va treballar com a professora a l'escola primaria a la qual havia assistit quan era jove, la Unitat Educativa Aniceto Arce, on més endavant va traballar també com a directora. A més, va ensenyar en la Unitat Educativa Fills del Sol en Oruro. El treball d'Espinoza en educació li va portar a la carrera en el servici civil, pel qual va treballar com a agent municipal i com a membre de la junta escolar d'aillu Mallcunaca de Corque. Va ser presidenta del Consell Educacional Aymará de La Paz al començament de la dècada dels 2000.

### Activitat sindical i lideratge indígena

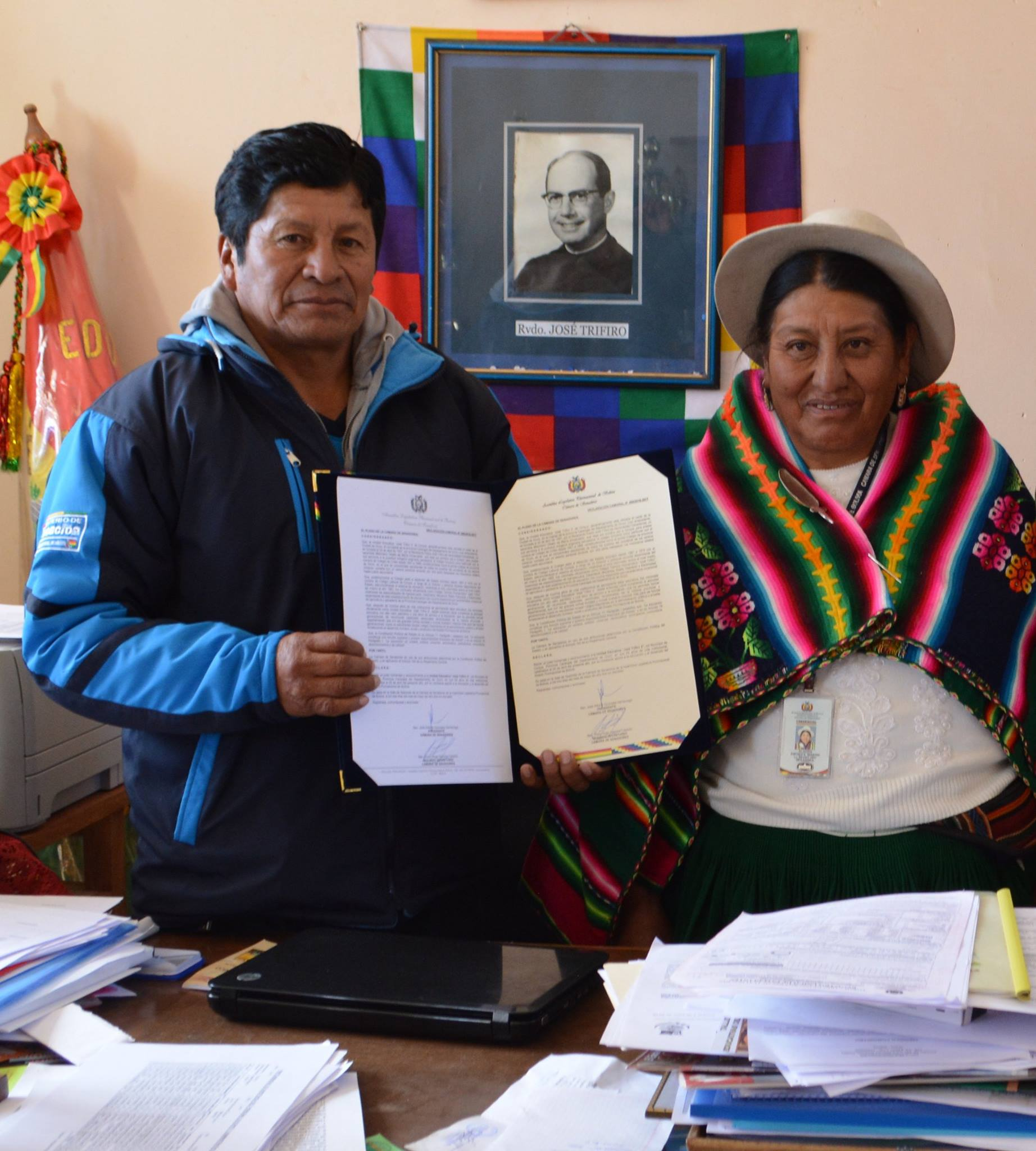
Commemorant la Unitat Educativa José Trifiro en Corque

Prop del canvi de segle, Espinoza va començar a exercir un paper més actiu en les organitzacions sindicals de la seua regió, els quals estaven començant a promoure l'ingrés de les dones i el camperolat a les seues files. Es va exercir com a secretària de Pobles Originaris de la Federació Sindical Única de Treballadors Camperols d'Oruro entre 1992 i 1994, a més de ser membre del Directori de la Central Provincial Carangas de la Província Carangas en Oruro entre 1993 i 1994. Posteriorment es va unir a la Confederació Nacional de Dones Camperoles Indígenes Originàries de Bolivia - Bartolina Cisa, on es va exercir com a secretària de relacions internacionals. En 2010 Espinoza va fundar la seua pròpia subsidiària de l'organització en el municipi de Ravelo de la província de Chayanta, exercint en aquest temps la vicepresidència de l'Assemblea Estatuyente de la Carta Orgànica d'aquest municipi entre 2010 i 2012.
Durant aquesta època, Espinoza també va assumir càrrecs d'autoritat tradicional dins de la seua comunitat aymará, la qual cosa va reflectir la revaluació dels costums indígenes que estava començant a tindre lloc durant aquest període. En 1984, ella va aconseguir el lloc de corregidora auxiliar del aillu Mallcunaca del corque Marka, assistint al líder polític més important dins dels aillus. No obstant això, els seus càrrecs indígenes més importants els va aconseguir través del seu matrimoni amb Luciano Álvarez Galvan, un líder tradicional local. Espinoza va seguir l'ascens de Álcarez a través de les files del lideratge aymará, començant amb el títol de mama awatiri del aillu Mallcunaca abans de convertir-se més endavant en mama t'alla del corque Marka entre 2012 i 2013, per a finalmante arribar a ser apu mama t'alla del suyu Jach'a Karangas de 2013 a 2015, títols que indiquen la màxima autoritat indígena femenina dins de la respectiva entitat política.

## Cambra de Senadors

### Elecció
Fins a 2014 Espinoza va estar activa proviendo l'autogovern de Corque a través de la seua conversió d'una municipalitat a una entitat autònoma indígena. Amb l'aliança establerta entre grups de defensa indígena i del camperolat amb el partit polític oficialista Moviment al Socialisme (MAS-IPSP) se li va presentar una oportunitat per a competir en les eleccions generals d'aquest any. Va ser candidata al Senat i, malgrat estar situada en una posició poc avantatjosa al fons de la llista del partit, va resultar ser electa ja que el seu partit va obtindre en aquest període electoral la majoria absoluta de la secció del parlament corresponent a Oruro.

### Activitat parlamentària
Espinoza va fer el seu jurament al començament de 2015. Es va unir a altres nòvels legisladores per a conformar la bancada de dones rurals i indígenes electes més gran de la història de Bolivia. En aquesta legislatura Espinoza va destacar per ser una de les membres més velles del Senat, en aquest llavors conformat per un alt nombre de legisladors joves, ja que va ser una dels pocs que va nàixer abans de la revolució de 1952. El seu mandat es va centrar principalment en els drets dels pobles indígenes, tant a través de l'obtenció de la seua autonomia política, conservació dels seus béns culturals, o a través de la promoció del folklore i les tradicions històriques. Al final del seu mandat, Espinoza no va ser nominada per a la reelecció, la qual cosa reflectia la falta d'interès en el MAS de desenvolupar carreres polítiques extenses per als legisladors electes pel partit, preferint en el seu lloc la incorporació de noves cares en el parlament.

### Treball en comissions

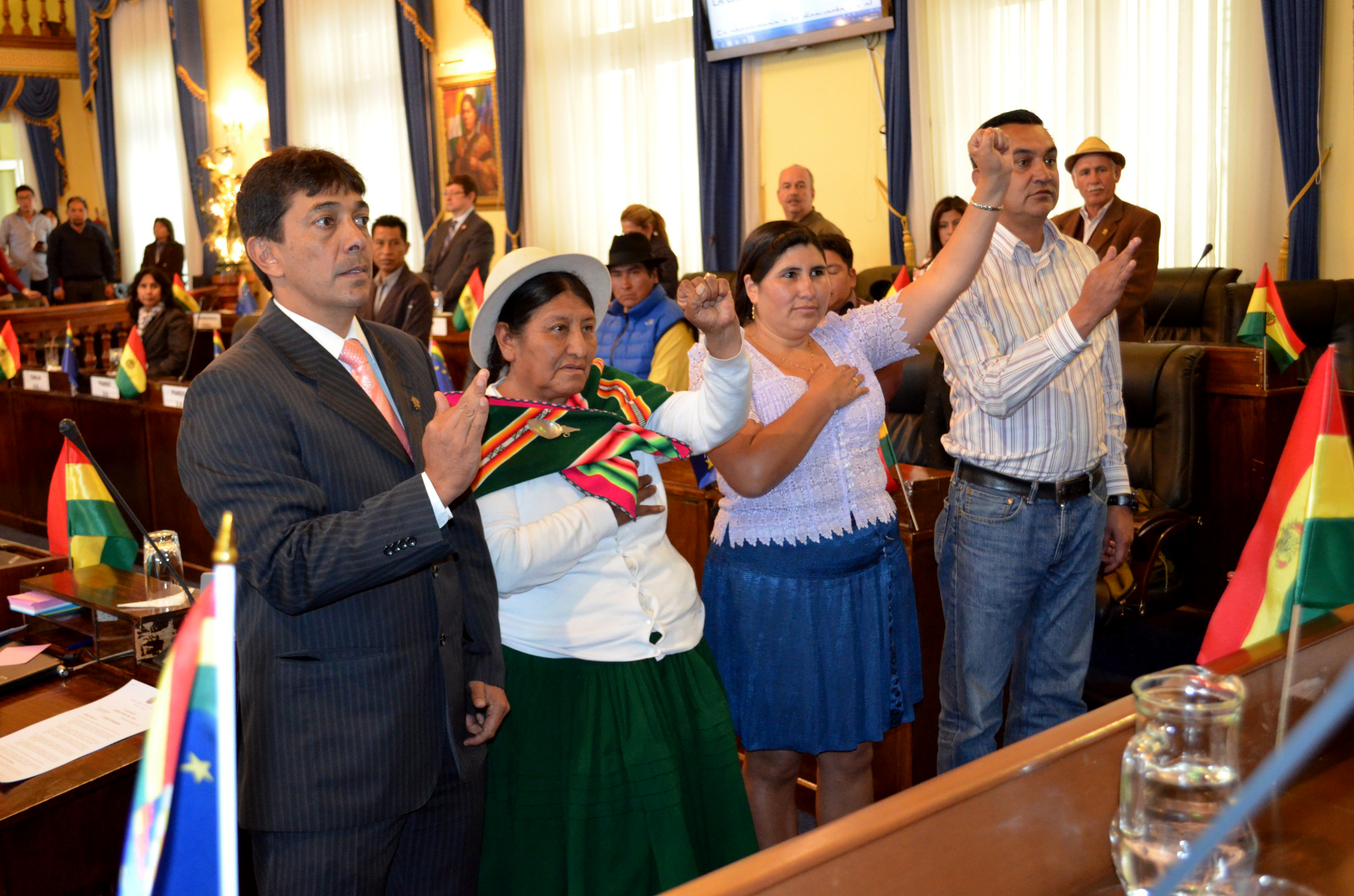
Espinoza en el jurament davant la Comissió d'Ètica i Transparència del Senat de Bolivia

- Comissió de seguretat de l'estat, forces armades i policia boliviana (president: 2019-2020)
  - Comitè de seguretat de l'estat i lluita contra el tràfic de drogues (secretària: 2019)[7]
- Comissió d'organització territorial de l'estat i autonomies
  - Comitè d'autonomies departamentals (secretària: 2017-2018)[8]
- Comissió d'economia plural, producció, indústria i industrialització (president: 2020)
- Comissió de nacions i pobles indígena originari camperols i interculturalitat
  - Comitè de nacions i pobles indígena originari camperols (secretària: 2015-2016)[9]
- Comissió de política internacional
  - Comitè de relacions econòmiques internacionals (secretària: 2018-2019)[10]
- Comissió de terra i territori, recursos naturals i medi ambient (president: 2016-2017)[11]
- Comissió d'ètica i transparència (2016-2017)[12]

## Publicacions
Espinoza Mamani, Plácida (2003). Proceso Histórico de la Educación Boliviana: Interculturalidad, Identidad, Cultura. La Paz: CEA.